# Mousa Nabipour
Mousa Nabipour (* 14. August 1983 in Behschahr) (persisch موسی نبی پور) ist ein iranischer Basketballspieler und Teilnehmer an den Olympischen Sommerspielen 2008 in Peking.
Zurzeit spielt er als professioneller Basketballer auf der Position des Center für Kaveh Tehran BC in der iranischen Basketball-Super League.
2007 war er in der iranischen Basketballnationalmannschaft, die während der FIBA-Asienmeisterschaften Gold gewann. Von 2001 bis 2006 spielte er für Sanam und repräsentierte in der vergangenen Saison Shahrdari Gorgan BC.

## Spielerprofil
Größe: 212 cm

Gewicht: 96 kg

## Alternative Schreibweisen
Moosa Nabipoor